# Laurenz Heinrich Carl Melchers
Laurenz Heinrich Carl Melchers, auch L.H. Carl Melchers (* 8. Mai 1812 in Bremen; † 28. November 1888 in Wiesbaden) war ein deutscher Unternehmer und Leiter der Firma Melchers in Bremen.

## Biografie

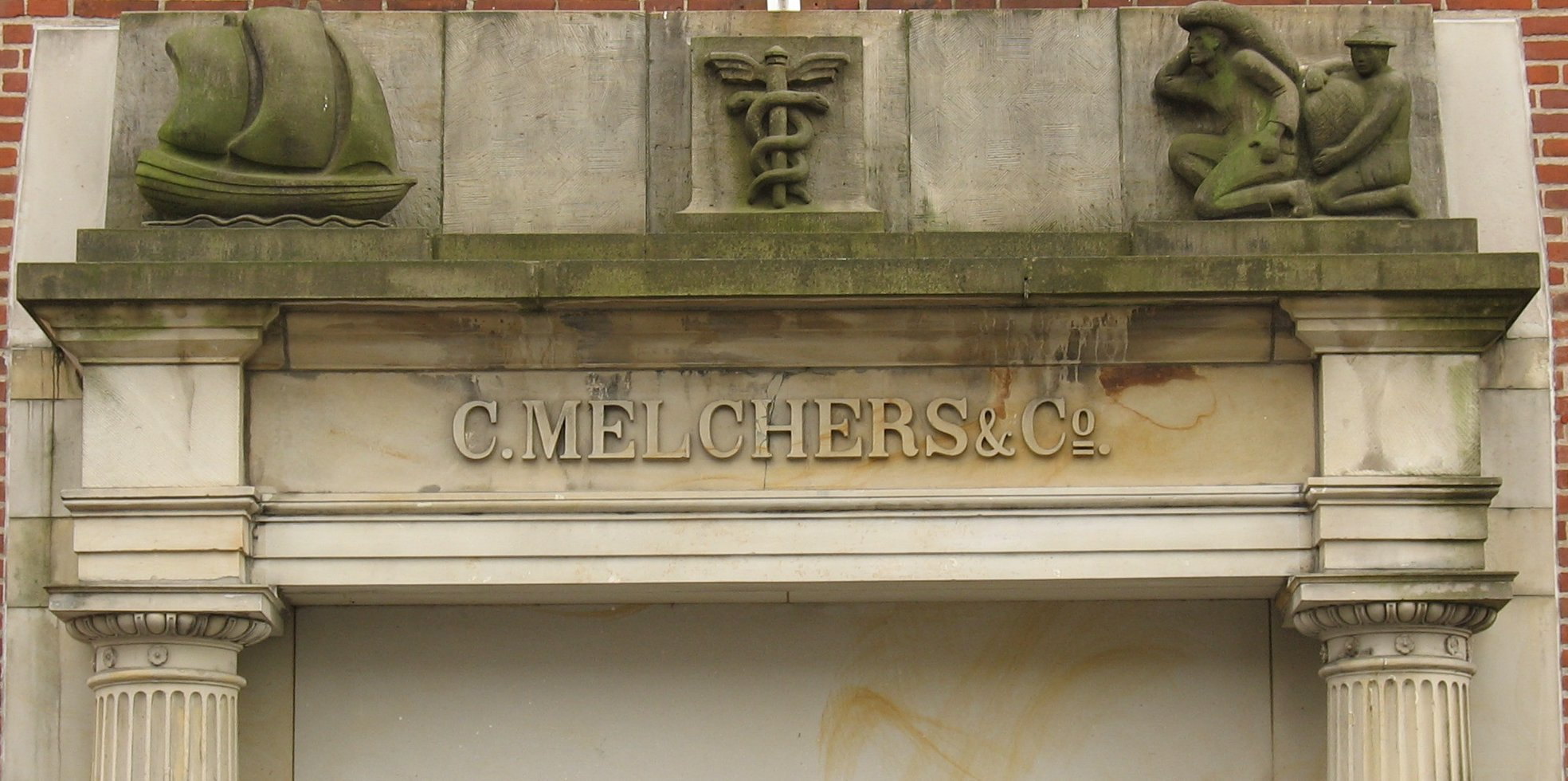
Portal des Hauptgebäudes an der Schlachte (Bremen)

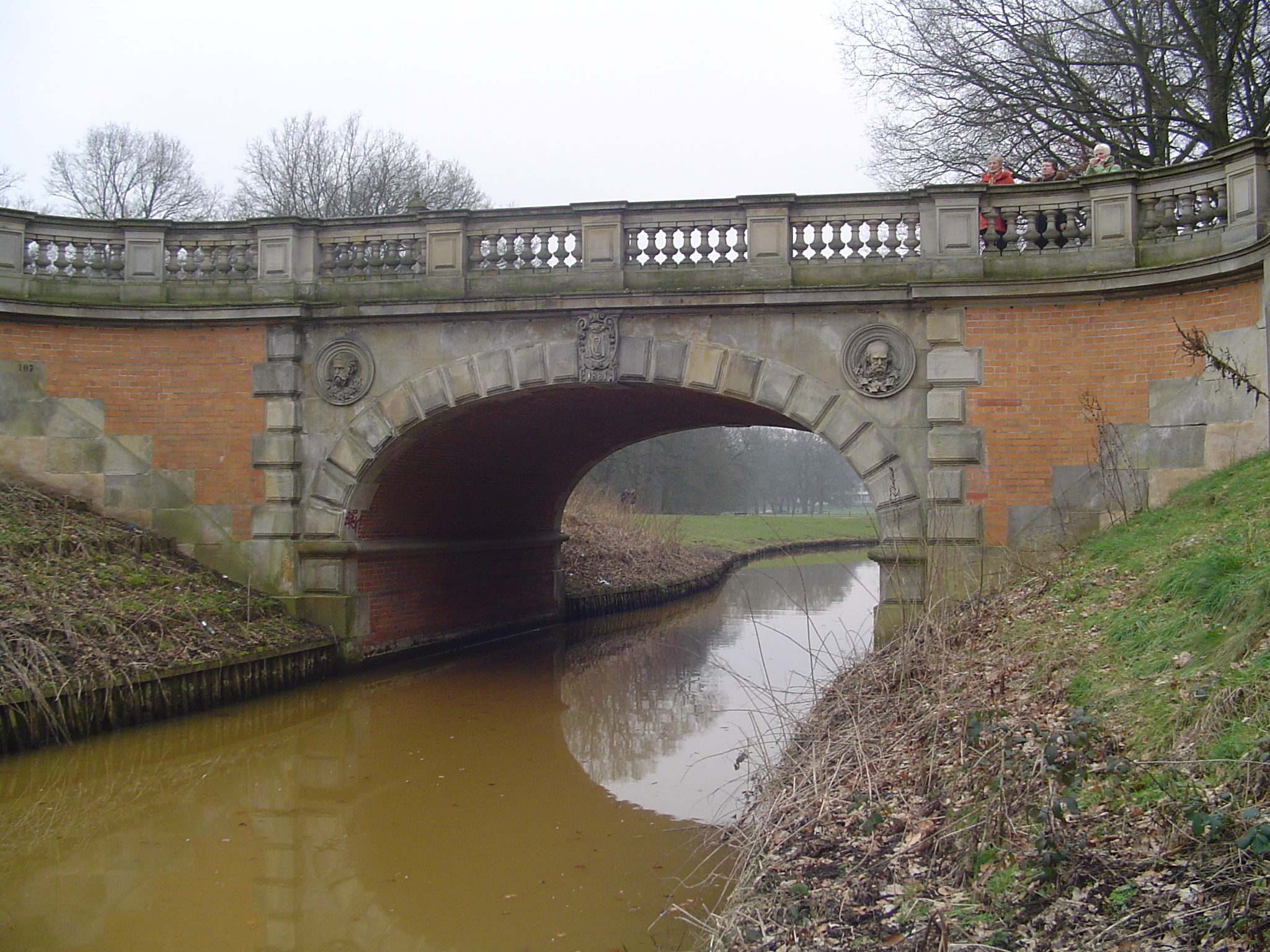
Melchersbrücke mit Wappen

Melchers war der älteste Sohn des Kaufmanns und Firmengründers Anton Friedrich Carl Melchers. Dessen Großhandelsfirma und Reederei Focke & Melchers bzw. seit 1814 Melchers & Co. betrieb über 30 Schiffe zwischen den Häfen Europas, Amerikas und in den pazifischen Gewässern und war dann auch im Woll- und Tabakhandel tätig.
Melchers hielt sich nach seiner Ausbildung in den USA und in Kuba auf. 1837 wurde er Teilhaber der von seinem Vater 1806 gegründeten Firma C. Melchers & Co. Nach dem Tod seines Vaters übernahm er 1854 die Firmenleitung. Seit den 1860er Jahren etablierte sich das Unternehmen in Asien, betrieb den Chinahandel und gründete 1866 eine Niederlassung in Hongkong. Der Handel konzentrierte sich nun auf China und die Firma trennte sich deshalb vom Reedereigeschäft. Das Unternehmen hatte seitdem außerordentliche Erfolge. In zwölf Niederlassungen in China waren über 2000 Mitarbeiter beschäftigt.
Melchers wohnte seit 1867 im Haus Contrecarpe Nr. 112.
 
Der Chinahandel ist nach wie vor ein Schwerpunkt des noch bestehenden Unternehmens.

### Ehrungen
- Die von ihm 1881/82 gestiftete Melchersbrücke im Bürgerpark in Bremen trägt seinen Namen.
- Die Melchersstraße in Bremen-Schwachhausen wurde nach der Familie benannt.